# Gauliga Mitte 1944/45
Die Gauliga Mitte 1944/45 war die zwölfte und letzte Spielzeit der Gauliga Mitte als oberste Spielklasse des Gau Mitte. An die Stelle des gewohnten Formats der überregionalen Gauliga, trat eine Art Bezirksliga, untergliedert in zuvor als Kreise fungierende, nun als 15 Bezirke betitelten Gau-Regionen. Der geplant weiterführende Modus zur Ermittlung des späteren Gau-Meisters ist nicht bekannt. Nachzuweisen sind Spiele in verschiedenen Bezirken bis zum Jahreswechsel. Die Meisterschaft konnte jedoch, wegen des nun auch direkt auf deutschem Boden ausgetragenen Zweiten Weltkriegs, nicht regulär beendet werden. Spiel-Resultate sind bis zum unausweichlichen Saison-Abbruch bruchstückhaft bekannt, Tabellen dagegen leider nicht. Quellen und Unterlagen aus damaliger Zeit sind überwiegend verloren und  unauffindbar. Am Mittwoch, den 7. März 1945, soll die Gauliga Mitte-Saison 1944/45 kriegsbedingt offiziell abgebrochen worden sein.

## Teilnehmer
Überliefert sind 106 noch spielfähige Mannschaften in folgenden Bezirken:

### 1. Bezirk Altmark
- FC Viktoria Stendal
- FC Salzwedel 09
- Reichsbahn-SG Salzwedel
- Altengrabow

### 2. Bezirk Magdeburg
- Staffel 1
  - FuCC Cricket-Viktoria 1897 Magdeburg
  - MSC Preußen 1899
  - KSG TuS Viktoria-Neustadt/Fortuna Magdeburg
  - SuS 1898 Magdeburg
  - SC Germania-Jahn 98
  - SC Komet Magdeburg
  - KSG Post-Union Magdeburg
  - SG OrPo Magdeburg
  - Reichsbahn SG Magdeburg
  - VfR Magdeburg
  - FC Preußen Burg
  - Burger BC 08

- Staffel 2
  - TSV 1861 Schönebeck
  - VfB Schönebeck
  - VfL Schönebeck-Frohse
  - KSG SC 1900/VfB Groß-Ottersleben

### 3. Bezirk Harz
Keine Teilnehmer überliefert.

### 4. Bezirk Anhalt
- BSG Junkers / Ifa Dessau
- SV Dessau 05
- SV Dessau 05 (Reserve)
- SG 98 Dessau
- Reichsbahn SG Dessau
- SV Tannenheger Dessau
- Blau-Weiß Törten a
- KSG Viktoria/1900 Zerbst a

### 5. Bezirk Jahn
- Staffel 1
  - Hallescher FC Wacker
  - FV Sportfreunde Halle
  - SV Borussia 02 Halle
  - VfL Halle 1896
  - SV 98 Halle
  - SV Olympia Halle
  - SC Favorit Halle
  - SC 1930/Post Halle
  - Reichsbahn SG Halle
  - Giebichensteiner Sportfreunde
  - SV Holleben

- Staffel 2
  - SV Bernburg 07
  - SV Wacker Bernburg
  - SV Groß-Paschleben
  - CHC 02 Köthen
  - LSV Köthen
  - SpVgg Porst
  - Preußen 01 Merseburg
  - SV Merseburg 99

### 6. Bezirk Rudelsburg
- TuSV Taucha
- TuR Weißenfels

### 7. Bezirk Kursachsen
- SG Union Sandersdorf

### 8. Bezirk Elbe-Elster
Keine Teilnehmer überliefert.

### 9. Bezirk Kyffhäuser
- Wacker 05 Nordhausen
- Blau-Weiß Wollersleben
- Concordia Wiegersdorf
- Hannovera Niedersachswerfen

### 10. Bezirk Wartburg
- Wacker 07 Gotha
- SpVg Tiefenort
- SpVg Eisenach
- SpVg im TV 1860 Gotha
- SV Arnoldi 01 Gotha
- Borussia Eisenach

### 11. Bezirk Erfurt
- SC Erfurt 1895
- SpVgg 02 Erfurt
- Sportring BV Erfurt
- VfB Erfurt
- Grün-Weiß Erfurt
- Schwarz-Weiß Erfurt
- Reichsbahn SG Erfurt
- VfB Sömmerda

### 12. Bezirk Weimar
Staffel 1
| Pl. | Verein         | Sp. | Tore  | Punkte |
| --- | -------------- | --- | ----- | ------ |
| 1.  | SC 1903 Weimar | 7   | 45:70 | 14:0   |
| 2.  | SV Schott Jena | 5   | 09:15 | 05:5   |
| 3.  | Vimaria Weimar | 5   | 13:20 | 05:7   |
| 4.  | VfB Jena       | 5   | 13:17 | 04:6   |
| 5.  | VfB Apolda     | 6   | 13:29 | 04:8   |
| 6.  | SC Apolda      | 5   | 07:12 | 02:8   |

| Stand: Jahreswechsel nach 17 von 30 Spielen. | Stand: Jahreswechsel nach 17 von 30 Spielen. | Stand: Jahreswechsel nach 17 von 30 Spielen. | Stand: Jahreswechsel nach 17 von 30 Spielen. | Stand: Jahreswechsel nach 17 von 30 Spielen. |
| -------------------------------------------- | -------------------------------------------- | -------------------------------------------- | -------------------------------------------- | -------------------------------------------- |

Staffel 2
| Pl. | Verein                  | Sp.           | Tore          | Punkte        |
| --- | ----------------------- | ------------- | ------------- | ------------- |
| 1.  | 1. SV Jena              | 9             | 53:16         | 14:40         |
| 2.  | BSV Rudolstadt          | 6             | 39:12         | 10:20         |
| 3.  | VfL 06 Saalfeld         | 8             | 21:17         | 09:70         |
| 4.  | MTV Saalfeld            | 8             | 14:39         | 06:10         |
| 5.  | Phönix Pößneck          | 7             | 18:25         | 05:90         |
| 6.  | Reichsbahn SG Saalfeld  | 5             | 11:17         | 04:60         |
| 7.  | VfB Pößneck             | 9             | 18:48         | 04:14         |
| 8.  | LSV / TuSV Rudolstadt b | zurückgezogen | zurückgezogen | zurückgezogen |

| Stand: Jahreswechsel nach 26 von 42 Spielen. | Stand: Jahreswechsel nach 26 von 42 Spielen. | Stand: Jahreswechsel nach 26 von 42 Spielen. | Stand: Jahreswechsel nach 26 von 42 Spielen. | Stand: Jahreswechsel nach 26 von 42 Spielen. |
| -------------------------------------------- | -------------------------------------------- | -------------------------------------------- | -------------------------------------------- | -------------------------------------------- |

### 13. Bezirk Osterland
- 1. SV Gera
- 1. FC Greiz
- Eintracht Altenburg
- Hasag Altenburg
- FC Thüringen Weida
- Helios Eisenberg
- Hasag Meuselwitz
- TV Eichenkranz Meuselwitz
- SpVg Meuselwitz
- SC/Turnerbund Hermsdorf
- TV Cuba
- TV Serbitz

### 14. Bezirk Henneberg
- SV 09 Ilmenau
- FV Germania Ilmenau
- SV Union Zella-Mehlis
- KSG Suhl

### 15. Bezirk Südthüringen
- 1. FC Sonneberg
- SC 06 Oberlind
- SV 08 Steinach
- 1.FC 07 Lauscha
- SV Heinersdorf
- LSV/Wh.Sonneberg
- TuSV Neustadt/R.
- TuSV Wildenheid